# Pileanthus limacis
Pileanthus limacis là một loài thực vật có hoa trong Họ Đào kim nương. Loài này được Labill. miêu tả khoa học đầu tiên năm 1806.